# Tầng bình lưu

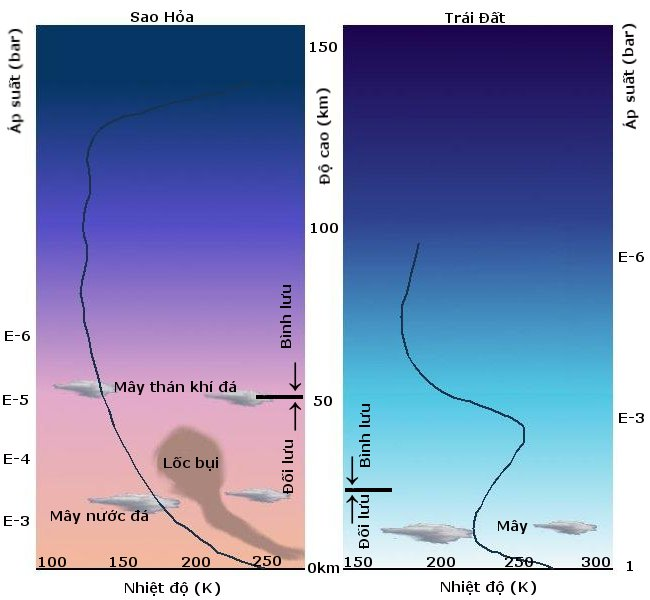
Tầng bình lưu là tầng trên tầng đối lưu của khí quyển Sao Hỏa và Trái Đất.

Tầng bình lưu hay tầng tĩnh khí là một lớp của bầu khí quyển trên Trái Đất và một số hành tinh.
Tầng bình lưu nằm ngay phía trên tầng đối lưu và ở phía dưới của tầng trung lưu. Ranh giới trên cùng của tầng này gọi là ranh giới bình lưu.

## Trên Trái Đất
Tại vùng xích đạo, tầng khí quyển này nằm ở độ cao vào khoảng từ 16 km đến 52 km trên mực nước biển, trong khi đó tại hai cực nó bắt đầu ở độ cao khoảng 8 km vì độ cao rất thấp của vùng ranh giới đối lưu (do nhiệt độ của tầng đối lưu tại gần cực là thấp hơn so với ở vùng xích đạo).
Tầng khí quyển này có tên là bình lưu vì đây là tầng khí quyển có ít các dòng đối lưu xoáy mạnh. Các máy bay dân dụng thường chọn bay ở độ cao nằm gần ranh giới giữa tầng này và tầng đối lưu để giảm thiểu nguy cơ tai nạn do diễn biến đối lưu bất thường của khí quyển.
Trong phạm vi tầng này nhiệt độ tăng theo độ cao. Ở trên cùng của tầng bình lưu nhiệt độ có thể đạt tới 270°K (-3°C). Lên trên ranh giới bình lưu, nhiệt độ lại giảm theo độ cao.
Tầng bình lưu là khu vực của các tương tác với cường độ cao của các quá trình hóa học, động lực học và bức xạ. Trong đó sự pha trộn của các thành phần khí quyển diễn ra theo chiều ngang diễn ra mạnh hơn theo chiều đứng. Tầng bình lưu ấm hơn phần trên của tầng đối lưu, chủ yếu là do tầng ôzôn trong tầng bình lưu hấp thụ bức xạ cực tím của Mặt Trời.
Một đặc trưng thú vị của sự lưu thông trong tầng bình lưu là sự dao động hai năm một lần (QBO) tại các vĩ độ nhiệt đới, được sinh ra do sự đối lưu nhiệt ở tầng đối lưu. QBO sinh ra sự lưu thông thứ cấp rất quan trọng trong việc dịch chuyển các thành phần của tầng bình lưu như ôzôn hay hơi nước.
Trong mùa đông của bán cầu bắc, sự ấm lên đột ngột của tầng bình lưu thông thường có thể quan sát thấy được gây ra do sự hấp thụ của sóng Rossby trong tầng bình lưu.

## Trên Sao Hỏa
Tầng bình lưu trên Sao Hỏa thường nằm trong khoảng độ cao từ 70 km đến 140 km.
Nhiệt độ phía dưới tầng bình lưu giảm theo độ cao. Khi đến tầng bình lưu, nhiệt độ dao động trong khoảng từ 120°K đến 130°K (tức là khoảng -153°C đến -143 °C). Lên trên ranh giới bình lưu, nhiệt độ lại tăng theo độ cao.
Trong tầng này và các tầng cao hơn của Sao Hoả, không tồn tại mây và bụi.